# Montelíbano
Montelíbano is een gemeente in het Colombiaanse departement Córdoba. De gemeente telt 69.277 inwoners (2005).